# Theodorus Marinus Roest van Limburg (1806)

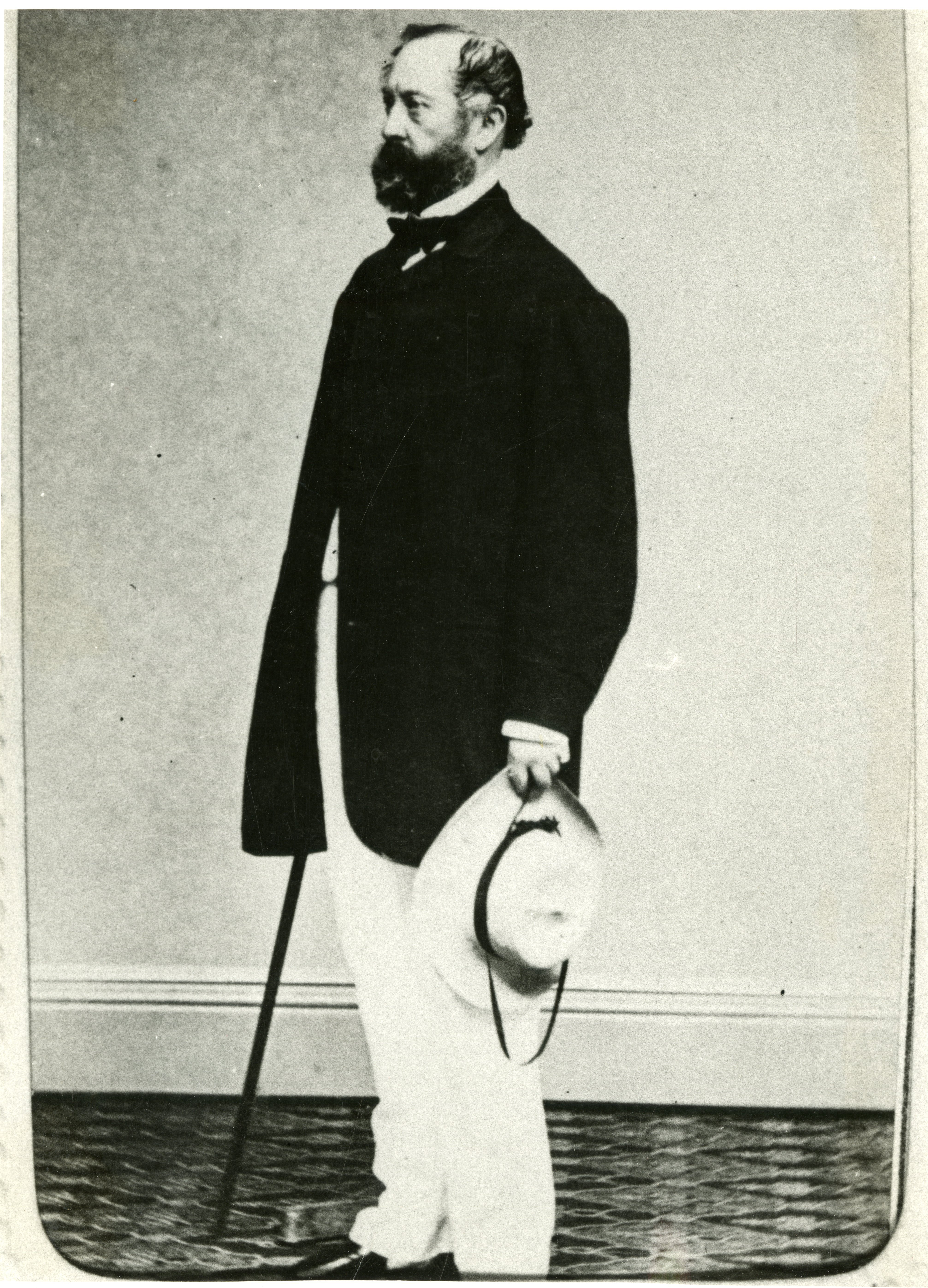
T.M. Roest van Limburg (ca. 1870)

Theodorus Marinus Roest van Limburg (Rotterdam, 8 juli 1806 – Florence, 3 maart 1887) was een Nederlands staatsman.
Roest van Limburg was een politieke leerling van Thorbecke. Hij was een belangrijk oppositioneel journalist die later  in de diplomatie belandde. Hij werd als gezant in de Verenigde Staten maar matig gewaardeerd. In 1868 werd hij minister van Buitenlandse Zaken. Als minister heeft hij de jaren rond de Frans-Duitse Oorlog meegemaakt in het liberale kabinet-Van Bosse-Fock. In de Tweede Kamer had men weinig vertrouwen in hem; voordat het hele kabinet heenging verzocht hij om ontslag, hetgeen hem eervol werd verleend.
Roest van Limburg trouwde op 23 augustus 1858 met Elisabeth Cass, de dochter van Lewis Cass, die o.a. gouverneur van Michigan en minister van Buitenlandse Zaken was. 